# Сальве (город)
Сальве (итал. Salve) — коммуна в Италии, располагается в регионе Апулия, в провинции Лечче.
Население составляет 4556 человек (2008 г.), плотность населения составляет 142 чел./км². Занимает площадь 32 км². Почтовый индекс — 73050. Телефонный код — 0833.
Покровителем коммуны почитается святитель Николай Мирликийский, празднование 6 декабря.

## Демография
Динамика населения:

## Администрация коммуны
- Официальный сайт: